# Martin Jarvis
Martin Jarvis (Cheltenham, 4 agosto 1941) è un attore britannico, attivo in teatro, cinema e in televisione. Attivo anche in radio, ha collaborato a lungo con il canale radiofonico BBC Radio 4.
Insignito nell'anno 2000 del titolo di Officer of the Order of the British Empire, ha pubblicato un libro di memorie intitolato Acting Strangely: A Funny Kind of Life.

## Biografia
Jarvis - che è sposato con l'attrice Rosalind Ayres ed ha due figli avuti da un precedente matrimonio - è figlio di Denys Harry Jarvis e Margot Lillian Scottney ed è cresciuto a South Norwood. Ha studiato alla Whitgift School di Croydon e ha poi frequentato la Royal Academy of Dramatic Art aggiudicandosi il Vanbrugh Award e la Silver Medal.

### Teatro
Da allora ha recitato in molte produzioni teatrali sia a Londra che in teatri esteri (fra le altre interpretazioni figurano quella di Uriah Heep, dal David Copperfield di Charles Dickens, quella in Victoria Station di Harold Pinter e quella a fianco di Diana Rigg e Natascha McElhone nella pièce di Joanna Murray-Smith Honour, messa in scena al londinese Wyndham's Theatre). Ha inciso su audiolibro A Tale Of Two Cities Charles Dickens (Chivers Audio Books production, dapprima distribuita in cassette e poi in CD da Barnes and Noble Audio Classics).

### Radio
Il nome di Jarvis è legato a diverse produzioni radiofoniche per la BBC Radio 4. Negli anni ottanta il critico ed autore teatrale Michael Frayn dalle colonne del The Guardian e del The Observer ha commentato favorevolmente le innumerevoli interpretazioni di Jarvis per il canale radiofonico, sia che si trattasse di drammi o letture teatrali, o partecipazioni a carattere comico.
Interprete del ruolo dell'attore Strabo in Mind Your Pantheon di David Mamet, Jarvis ha partecipato ad una lunga serie di letture sulle storie di Just William scritte da Richmal Crompton. Fra le altre serie radiofoniche interpretate vi è quella su Billy Bunter, dovute alla penna di Frank Richards.
Per la sua iperattività in campo radiofonico, Jarvis è stato anche oggetto di satira all'interno dello show  Dead Ringers di Mark Perry, che ha evidenziato la sua contemporanea presenza nei programmi radiofonici di BBC Radio 4 e al game show Countdown.
In America, Jarvis e la moglie Rosalind Ayres recitano spesso in radiodramma con il L.A. Theater Works e l'Hollywood Theater of the Ear. Con la moglie dirige poi la società di produzioni "Jarvis & Ayres Productions" serbatoio di artisti e spettacoli per BBC Radio 4.

### Televisione
Jarvis ha fatto il suo debutto in televisione nel 1965 nella serie televisiva della BBC Doctor Who, interpretando una farfalla gigantesca nell'episodio "The Web Planet".
Ha finito con il divenire un volto familiare per i telespettatori interpretando per la BBC nel 1967 lo sceneggiato televisivo La saga dei Forsyte, e l'anno successivo, sempre per la BBC, The Life and Adventures of Nicholas Nickleby.
Sempre per la televisione, nel 2005 ha interpretato Much Ado About Nothing, dall'opera teatrale di William Shakespeare.
Altri lavori televisivi (incluse partecipazioni in serial televisivi come guest star): 
- David Copperfield, 1974, BBC
- Rings On Their Fingers, sitcom (1978-80)
- Bootleg, 2002, BBC, serie televisiva per l'infanzia
- Vengeance on Varos, 1985
- The Bill, 2008
- La signora in giallo
- Walker Texas Ranger
- Stargate Atlantis
- Numb3rs

In voce, Jarvis è apparso in diverse serie animate fra cui Huxley Pig, Billy and Mandy (era Nergal) e The Life and Times of Juniper Lee. Nel 2000 ha dato voce al personaggio di John Dread nella serie Max Steel.
Ha dato anche voce dal 2007 ad un personaggio della serie di videogiochi Spyro the Dragon.
Inoltre ha dato voce al maggiordomo Alfred nei giochi Batman: Arkham Origins, Batman: Arkham City e Batman: Arkham Knight.

## Filmografia parziale

### Cinema
- Secrets of a Windmill Girl (1966)
- Una messa per Dracula (Taste the Blood of Dracula), regia di Peter Sasdy (1970)
- Buster, regia di David Greene (1988)
- Titanic, regia di James Cameron (1997)
- Millennium - Uomini che odiano le donne (The Girl with the Dragon Tattoo), regia di David Fincher (2011)
- La grande passione (United Passions), regia di Frederic Auburtin (2014)

### Televisione
- La saga dei Forsyte - sceneggiato TV (1967)
- Bunker - film TV (1981)
- La signora in giallo (Murder, She Wrote) - serie TV, episodi 11x20-12x09 (1995)
- Space: Above and Beyond - serie TV, 1 episodio (1996)
- Much Ado About Nothing - film TV (2005)
- Numb3rs - serie TV, episodio 3x24 (2007)
- Stargate Atlantis - serie TV, episodio 4x08 (2007)
- EastEnders - soap opera, 10 puntate (2010)
- Il giovane ispettore Morse (Endeavour) - serie TV, episodio 1x03 (2013)
- Padre Brown (Father Brown) - serie TV, episodio 12x04 (2025)

### Doppiaggio
- Huxley Pig - serie TV, 26 episodi (1989-1990) - voce
- Richie Rich - serie animata, 6 episodi (1996) - voce di Cadbury e Balcolmb
- Extreme Ghostbusters - serie TV, 1 episodio (1997) - voce
- Max Steel - serie TV, 6 episodi (2000-2003) - voce
- Le tenebrose avventure di Billy e Mandy (The Grim Adventures of Billy and Mandy) - serie TV, 6 episodi (2003-2007) - voce
- Il naso della regina (The Queen's Nose)  - serie TV, 6 episodi (2003) - voce
- Eragon (2006) - film animato, voce (2006)
- The Legend of Spyro: The Eternal Night - videogioco, voce di Aedo (2007)
- The Legend of Spyro: L'alba del drago - videogioco, voce di Aedo (2008)
- Mass Effect 2 -  videogioco, voce dell'Amm. Zaal'Koris Van Qwib Qwib (2010)
- Batman: Arkham City -  videogioco, voce di Alfred (2011)
- Kinect-Rush: A Disney Pixar Adventure - videogioco, voce di Finn McMissile (2012)
- Mass Effect 3 - videogioco, voce dell'Amm. Zaal'Koris Van Qwib Qwib (2012)
- Ralph Spaccatutto (Wreck-It Ralph) - film animato, voce di Santine (2012)
- Batman: Arkham Origins -  videogioco, voce di Alfred (2013)
- Disney Infinity - videogioco, voce di Finn McMissile (2013)
- Batman: Arkham Knight -  videogioco, voce di Alfred (2015)
- Batman: Arkham Shadow -  videogioco, voce di Alfred (2024)

## Doppiatori italiani
Nelle versioni in italiano delle opere in cui ha recitato, Martin Jarvis è stato doppiato da:
- Gianni Giuliano ne La signora in giallo (ep. 11x20)
- Stefano Carraro ne La signora in giallo (ep. 12x09)
- Saverio Moriones in Numb3rs

Da doppiatore è stato sostituito da:
- Cesare Rasini in Batman: Arkham City, Batman: Arkham Origins, Batman: Arkham Knight, Batman: Arkham Origins
- Riccardo Rovatti in The Legend of Spyro: The Eternal Night, The Legend of Spyro: L'alba del drago
- Gianluca Tusco ne Il naso della Regina
- Antonio Paiola ne Il Signore degli Anelli - La conquista
- Massimiliano Lotti in Mass Effect 2
- Dario Penne in Kinect-Rush: A Disney Pixar Adventure
- Raffaele Fallica in Mass Effect 3
- Alessandro Budroni in Ralph Spaccatutto

## Libri
- (EN) Acting Strangely: A Funny Kind of Life, Methuen Publishing Ltd., 1999, ISBN 0-413-72850-1.